# Elisabetta Sofia di Holstein-Gottorp
Elisabetta Sofia di Holstein-Gottorp (Gottorp, 12 ottobre 1599 – Gottorp, 25 novembre 1627) fu una nobile del Ducato di Holstein-Gottorp e duchessa di Sassonia-Lauenburg.
Era figlia di Giovanni Adolfo di Holstein-Gottorp, duca di Holstein-Gottorp dal 1587 al 1616, e della principessa Augusta di Danimarca.
Venne data in sposa ad Augusto di Sassonia-Lauenburg, divenuto duca di Sassonia-Lauenburg nel 1619 alla morte del padre Francesco II; il matrimonio venne celebrato a Husum il 5 marzo 1621.
Diede alla luce sei figli:
- Sofia Margherita (Ratzeburg, 6 agosto 1622-6 marzo 1637);
- Francesco Augusto (4 luglio 1623-19 aprile 1625);
- Anna Elisabetta (23 agosto 1624-Philippeck, 27 maggio 1688);
- Sibilla Edvige (30 luglio 1625-Ratzeburg, 1º agosto 1703);
- Giovanni Adolfo (22 ottobre 1626-Ratzeburg, 23 aprile 1646);
- Filippo Federico (11 novembre 1627-16 novembre 1627).

In seguito al matrimonio divenne duchessa di Sassonia-Lauenburg, titolo che mantenne fino alla morte, avvenuta il 25 novembre 1627 a Ratzeburg, in seguito alle difficoltà incontrate con l'ultimo parto. Suo marito si risposò nel 1633 con Caterina di Oldenburg, dalla quale non ebbe altri figli.
L'unico figlio maschio a superare l'infanzia fu Giovanni Adolfo che, tuttavia, morì ventenne dieci anni prima di suo padre. Alla morte di Augusto, avvenuta il 18 gennaio 1656, venne quindi a succedergli il fratello minore Giulio Enrico.
Due figlie invece riuscirono a raggiungere l'età adulta: Anna Elisabetta, che venne data in sposa al Langravio Guglielmo Cristoforo d'Assa-Homburg nel 1665, e Sibilla Edvige, che sposò nel 1653 suo cugino il duca Francesco Ermanno di Sassonia-Lauenburg.

## Ascendenza
|                                      |                            |                                   | Genitori                           |  |  | Nonni |  |  | Bisnonni                |  |  | Trisnonni                |  |
|                                      |                            |                                   |                                    |  |  |       |  |  | Federico I di Danimarca |  |  | Cristiano I di Danimarca |  |
|                                      |                            |                                   |                                    |  |  |       |  |  | Federico I di Danimarca |  |  | Cristiano I di Danimarca |  |
|                                      |                            | Dorotea di Brandeburgo            |                                    |  |  |       |  |  | Federico I di Danimarca |  |  |                          |  |
| Adolfo di Holstein-Gottorp           |                            |                                   |                                    |  |  |       |  |  | Federico I di Danimarca |  |  |                          |  |
|                                      |                            | Sofia di Pomerania                | Boghislao X di Pomerania           |  |  |       |  |  |                         |  |  |                          |  |
|                                      |                            | Sofia di Pomerania                | Boghislao X di Pomerania           |  |  |       |  |  |                         |  |  |                          |  |
|                                      |                            | Sofia di Pomerania                | Anna di Polonia                    |  |  |       |  |  |                         |  |  |                          |  |
| Giovanni Adolfo di Holstein-Gottorp  |                            | Sofia di Pomerania                |                                    |  |  |       |  |  |                         |  |  |                          |  |
|                                      |                            | Filippo I d'Assia                 | Guglielmo II d'Assia               |  |  |       |  |  |                         |  |  |                          |  |
|                                      |                            | Filippo I d'Assia                 | Guglielmo II d'Assia               |  |  |       |  |  |                         |  |  |                          |  |
|                                      |                            | Filippo I d'Assia                 | Anna di Meclemburgo-Schwerin       |  |  |       |  |  |                         |  |  |                          |  |
| Cristina d'Assia                     |                            | Filippo I d'Assia                 |                                    |  |  |       |  |  |                         |  |  |                          |  |
|                                      |                            | Cristina di Sassonia              | Ernesto di Sassonia                |  |  |       |  |  |                         |  |  |                          |  |
|                                      |                            | Cristina di Sassonia              | Ernesto di Sassonia                |  |  |       |  |  |                         |  |  |                          |  |
|                                      |                            | Cristina di Sassonia              | Elisabetta di Baviera              |  |  |       |  |  |                         |  |  |                          |  |
| Elisabetta Sofia di Holstein-Gottorp |                            | Cristina di Sassonia              |                                    |  |  |       |  |  |                         |  |  |                          |  |
|                                      | Cristiano III di Danimarca | Federico I di Danimarca           |                                    |  |  |       |  |  |                         |  |  |                          |  |
|                                      | Cristiano III di Danimarca | Federico I di Danimarca           |                                    |  |  |       |  |  |                         |  |  |                          |  |
|                                      | Cristiano III di Danimarca | Anna del Brandeburgo              |                                    |  |  |       |  |  |                         |  |  |                          |  |
| Federico II di Danimarca             | Cristiano III di Danimarca |                                   |                                    |  |  |       |  |  |                         |  |  |                          |  |
|                                      |                            | Dorotea di Sassonia-Lauenburg     | Magnus I di Sassonia-Lauenburg     |  |  |       |  |  |                         |  |  |                          |  |
|                                      |                            | Dorotea di Sassonia-Lauenburg     | Magnus I di Sassonia-Lauenburg     |  |  |       |  |  |                         |  |  |                          |  |
|                                      |                            | Dorotea di Sassonia-Lauenburg     | Caterina di Braunschweig-Lüneburg  |  |  |       |  |  |                         |  |  |                          |  |
| Augusta di Danimarca                 |                            | Dorotea di Sassonia-Lauenburg     |                                    |  |  |       |  |  |                         |  |  |                          |  |
|                                      |                            | Ulrico III di Meclemburgo-Güstrow | Alberto VII di Meclemburgo-Güstrow |  |  |       |  |  |                         |  |  |                          |  |
|                                      |                            | Ulrico III di Meclemburgo-Güstrow | Alberto VII di Meclemburgo-Güstrow |  |  |       |  |  |                         |  |  |                          |  |
|                                      |                            | Ulrico III di Meclemburgo-Güstrow | Anna di Brandeburgo                |  |  |       |  |  |                         |  |  |                          |  |
| Sofia di Meclemburgo-Güstrow         |                            | Ulrico III di Meclemburgo-Güstrow |                                    |  |  |       |  |  |                         |  |  |                          |  |
|                                      |                            | Elisabetta di Danimarca           | Federico I di Danimarca            |  |  |       |  |  |                         |  |  |                          |  |
|                                      |                            | Elisabetta di Danimarca           | Federico I di Danimarca            |  |  |       |  |  |                         |  |  |                          |  |
|                                      |                            | Elisabetta di Danimarca           | Sofia di Pomerania                 |  |  |       |  |  |                         |  |  |                          |  |
|                                      |                            | Elisabetta di Danimarca           |                                    |  |  |       |  |  |                         |  |  |                          |  |